# Eerik-Niiles Kross

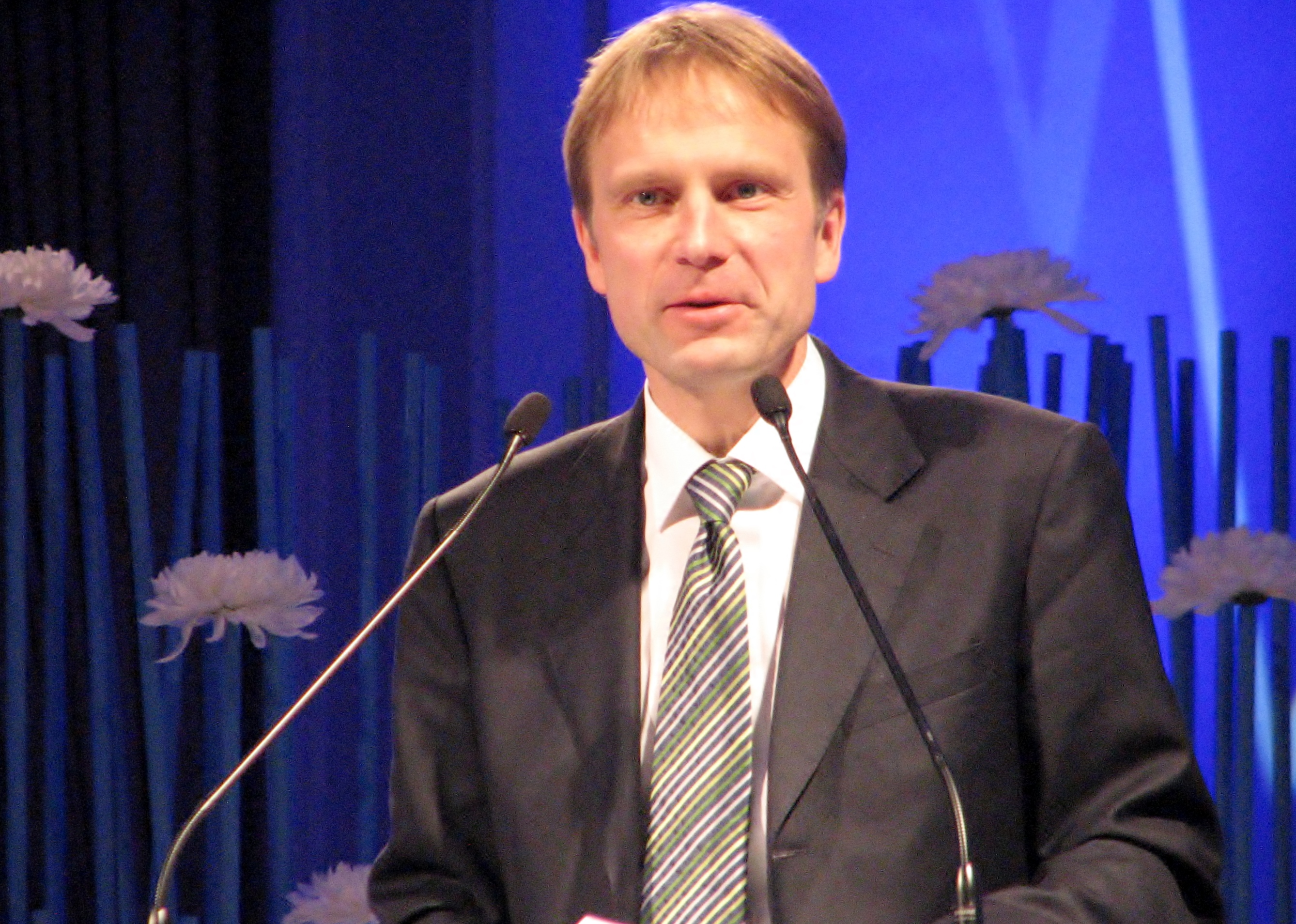
Eerik-Niiles Kross (2013)

Eerik-Niiles Kross (* 8. September 1967 in Tallinn) ist ein estnischer Politiker und Diplomat. In den Jahren 1995 bis 2000 amtierte er als Chef des estnischen Geheimdienstes. Er wurde 2013 in der estnischen Hauptstadt Tallinn als Spitzenkandidat der konservativen Partei Isamaa ja Res Publica Liit, IRL (deutsch Pro-Patria- und Res-Publica-Union) zur Wahl aufgestellt. Im Oktober 2014 verließ er die IRL und trat der Estnischen Reformpartei bei.
Seine Eltern sind die Schriftsteller Ellen Kross (1928–2016), geborene Hiob und Jaan Kross (1920–2007). Sein Großvater Jaan Kross senior war vor dem Zweiten Weltkrieg Mitglied im Stadtrat von Tallin. Er wurde von den sowjetischen Besatzungsmächten verhaftet und 1946 im Gulag Potma ermordet. Seine Großmutter Pauline Uhlberg kehrte 1955 aus Sibirien zurück, wohin sie von den Sowjets deportiert worden war. Eerik-Niiles hat drei weitere Geschwister: Toomas Niit (* 1953), Maarja Undusk (* 1959) und Märten Kross (* 1970).